# Liverpool F.C. mùa bóng 2020–21
Mùa giải 2020-21 sẽ là mùa giải thứ 129 của Liverpool F.C. và là mùa giải thứ 58 liên tiếp của họ trong giải đấu hàng đầu của bóng đá Anh. Ngoài giải quốc nội, Câu lạc bộ cũng thi đấu tại Cúp FA, Cúp EFL, Siêu cúp Anh và UEFA Champions League. Thời gian diễn ra từ tháng 8 năm 2020 đến ngày 30 tháng 6 năm 2021.\
Vào ngày 22 tháng 11 năm 2020, Liverpool đã phá kỷ lục câu lạc bộ về chuỗi trận bất bại dài nhất trên sân nhà trong giải đấu (trước đó là 63) với chiến thắng 3–0 trước Leicester City. Kỉ lục hiện là 67.

## Mùa giải

### Trước mùa giải
Liverpool đã không hoạt động tích cực vào đầu kỳ chuyển nhượng mùa hè, bản hợp đồng duy nhất của họ trong mùa hè là hậu vệ người Hy Lạp Kostas Tsimikas, mặc dù nhiều cuộc hội thoại đã được tiến hành với tiền vệ người Tây Ban Nha Thiago, khi đó là cầu thủ của Bayern Munich. Các cầu thủ ra đi trong kỳ chuyển nhượng hè gồm Andy Lonergan, Nathaniel Clyne và Adam Lallana, trong đó Lallana chuyển đến Brighton, và bán Dejan Lovren và Ovie Ejaria.
Vào ngày 19 tháng 8, Liverpool đã thông báo gặp gỡ hai đối thủ giao hữu trước mùa giải, VfB Stuttgart và RB Salzburg, trong khuôn khổ huấn luyện ở Áo. Trận đầu tiên diễn ra vào ngày 22 tháng 8 trước Stuttgart, The Reds giành chiến thắng 3–0 nhờ các bàn thắng của Roberto Firmino, Naby Keïta và Rhian Brewster. Trận thứ hai gặp Salzburg ba ngày sau đó kết thúc với tỷ số hòa 2–2 nhờ một cú đúp được ghi bởi Brewster, sau khi để thủng lưới 2 bàn với cú đúp của Patson Daka. Trận đấu cuối cùng của câu lạc bộ trước mùa giải được diễn ra vào ngày 5 tháng 9 trên sân nhà của Blackpool. Một lần nữa, Lữ đoàn Đỏ đã dẫn trước 2–0 từ rất sớm và kết thúc trận đấu với thắng lợi 7-2, các bàn thắng ghi được do công của Joël Matip, Sadio Mané và Roberto Firmino, Harvey Elliott, Takumi Minamino, Divock Origi và Sepp van den Berg.
Giữa các trận giao hữu trước mùa giải, Liverpool với tư cách là nhà vô địch của Premier League 2019–20 đã thi đấu Siêu cúp Anh với nhà vô địch FA Cup mùa trước, Arsenal. Lữ đoàn Đỏ đã phải nhận bàn thua ngay trong hiệp một do công của Pierre-Emerick Aubameyang, tuy nhiên, bàn gỡ hòa trong hiệp hai của Minamino đã buộc trận đấu phải đá luân lưu. Brewster bỏ lỡ quả phạt đền quyết định và Liverpool bỏ lỡ cơ hội giành danh hiệu đầu tiên trong mùa giải.

### Tháng 9
Mùa giải của Liverpool bắt đầu với trận đấu trên sân nhà với Leeds United mới được thăng hạng vào ngày 12 tháng 9. Trong một trận đấu sôi động, Liverpool đã giành chiến thắng 4–3 trước Leeds UTD; Mohamed Salah đã mở tỷ số sớm trong trận đấu từ chấm 11m sau một pha dùng tay của Robin Koch, sau đó Jack Harrison sớm gỡ hòa cho đội khách sau. Virgil van Dijk đã khôi phục thế dẫn trước cho Liverpool bằng một cú đánh đầu, nhưng chỉ 10 phút sau, Patrick Bamford gỡ hòa cho Leeds. Salah ghi bàn cho Liverpool ba phút sau đó, kết thúc hiệp một đầy khó khăn. Đội chủ nhà dẫn trước và nắm quyền kiểm soát cho đến giữa hiệp hai, khi một cú vô lê của Mateusz Klich san bằng tỷ số lần thứ ba. Tuy nhiên, gần đến thời gian bù giờ thì bản hợp đồng mới của Leeds Rodrigo đã phạm lỗi với Fabinho trong vòng cấm, dẫn đến việc trao giải quả phạt đền thứ hai cho Liverpool. Salah ghi bàn, lập hat-trick và đảm bảo các nhà đương kim vô địch chiến thắng trong trận đấu đầu tiên của mùa giải.
Vào ngày 18 tháng 9, Liverpool xác nhận việc ký hợp đồng với dài hạn Thiago Alcântara với mức phí trong khoảng 20 triệu bảng. Ngày hôm sau, Liverpool đã đạt được thỏa thuận với Wolves để chuyển nhượng tiền đạo người Bồ Đào Nha Diogo Jota với giá khoảng 45 triệu bảng, trong khi Ki-Jana Hoever sẽ chuyển đến Wolves với mức phí tầm 13,5 triệu bảng. Các động thái trên đã được xác nhận vào cùng ngày trên trang web chính thức của câu lạc bộ. Vào cuối thời hạn chuyển nhượng, câu lạc bộ cũng đã bán Rhian Brewster cho Sheffield United với mức phí khoảng 23 triệu bảng.
Trận đấu tiếp theo Liverpool đến làm khách tại Stamford Bridge vào ngày 20 tháng 9 với đối thủ Chelsea. Trận đấu diễn ra tương đối cân bằng cho đến khi đội chủ nhà còn 10 người sau khi Christensen bị đuổi khỏi sân sau giờ nghỉ giải lao. Đầu hiệp hai, Mané lập một cú đúp - quả đầu tiên từ quả tạt của Firmino, sau đó tận dụng sai lầm của Kepa. Chelsea được trao cơ hội rút ngắn cách biệt từ quả phạt đền sau pha phạm lỗi của Thiago với Timo Werner, nhưng cú sút của Jorginho đã bị Alisson cản phá. Đội khách tạo ra nhiều cơ hội hơn, thoải mái kiểm soát bóng và rời London với chiến thắng 2–0 và giành trọn 3 điểm.

### Tháng 10
Vào ngày 4 tháng 10, Liverpool đã bị Aston Villa đánh bại 7–2 tại Villa Park. Đây là lần đầu tiên câu lạc bộ để thủng lưới 7 bàn trong một trận đấu kể từ ngày 15 tháng 4 năm 1963 trước Tottenham Hotspur và là màn đại bại trước một đội Villa gần như xuống hạng vào mùa trước. Cách biệt 5 bàn cũng san bằng trận thua đậm nhất của Liverpool tại Premier League.
Trận đấu tiếp theo vào ngày 17 tháng 10 là Derby Merseyside với Everton đã kết thúc với tỷ số 2–2, Liverpool sẽ giành trọn 3 điểm nếu như bàn thắng của Sadio Mané không bị VAR từ chối. Mặc dù vậy, kết quả nâng chuỗi 23 trận bất bại kéo dài một thập kỷ của Liverpool trước các đối thủ cùng thành phố - một kỷ lục mới của câu lạc bộ về chuỗi trận bất bại dài nhất trước đối thủ. Tuy nhiên, vào đầu trận đấu, Virgil van Dijk đã bị chấn thương dây chằng chéo sau một pha phạm lỗi ác ý của thủ môn Everton Jordan Pickford, câu lạc bộ xác nhận rằng van Dijk sẽ phải phẫu thuật đầu gối và mất thời gian dài để hồi phục hậu chấn thương.
Nắm giữ một danh sách chấn thương dài bao gồm thủ môn lựa chọn đầu tiên Alisson, Liverpool đã đến Hà Lan vào ngày 21 tháng 10 để bắt đầu chiến dịch UEFA Champions League của họ với câu lạc bộ Hà Lan là Ajax. Đây là trận đầu tiên không có Van Dijk khiến huấn luyện viên Jurgen Klopp triển khai tiền vệ Fabinho ở vị trí trung vệ. Một bàn thắng phản lưới nhà trong hiệp một do hậu vệ đối phương Nicolás Tagliafico ghi từ một cú sút xa của Sadio Mané và một pha cản phá quan trọng của Fabinho đã đảm bảo chiến thắng nhọc nhằn 1–0.
Liverpool đã chơi trận thứ 6 ở Premier League trong mùa giải với Sheffield United tại Anfield vào ngày 24 tháng 10. Fabinho đã phạm lỗi với cầu thủ đối phương ngay trên vạch 16 mét 50, Sander Berge do đó chuyển đổi quả đá phạt đền thành bàn cho Sheffield United. Tuy nhiên, vài phút trước khi hiệp đấu khép lại, Roberto Firmino đã đánh đầu thành bàn để san bằng tỷ số, Mane một lần nữa được gọi vào sân sau đó trong trận đấu với một đường chuyền chính xác vào vòng cấm cho Diogo Jota. Jota đánh dấu trận đấu đầu tiên của anh ấy cho câu lạc bộ bằng một bàn thắng đánh đầu và Liverpool đã giành chiến thắng 2-1, tiếp tục chuỗi trận bất bại của họ tại Anfield.

### Tháng 11
Vào ngày 22 tháng 11, Liverpool thắng 3–0 trên sân nhà lần thứ 64 liên tiếp khi đối đầu Leicester City - vượt qua kỷ lục 63 trận bất bại trên sân nhà trước đó của Bob Paisley từ giữa năm 1978 và năm 1981.

### Tháng 12
Vào ngày 16 tháng 12, Liverpool đã trở lại ngôi đầu bảng Premier League khi đánh bại Tottenham Hotspur 2-1 nhờ các bàn thắng của Mohamed Salah và một cú đánh đầu của Roberto Firmino. Họ tiếp nối chiến thắng này với việc vùi dập Crystal Palace 7–0.

## Đội hình đội một
Tính đến ngày 8 tháng 11 năm 2020
| Số áo    | Tên                             | Quốc tịch        | Vị trí      | Ngày sinh                  | Mua từ                  | Số trận | Bàn thắng | Kiến tạo |         |
| Thủ môn  | Thủ môn                         | Thủ môn          | Thủ môn     | Thủ môn                    | Thủ môn                 | Thủ môn | Thủ môn   | Thủ môn  | Thủ môn |
| -------- | ------------------------------- | ---------------- | ----------- | -------------------------- | ----------------------- | ------- | --------- | -------- | ------- |
| 1        | Alisson                         | Brasil           | GK          | 2 tháng 10, 1992           | Roma                    | 106     | 0         | 1        |         |
| 13       | Adrián                          | Tây Ban Nha      | GK          | 3 tháng 1, 1987            | West Ham United         | 23      | 0         | 0        |         |
| 62       | Caoimhín Kelleher               | Cộng hòa Ireland | GK          | 23 tháng 11, 1998          | Học viện LFC            | 8       | 0         | 0        |         |
| —        | Marcelo Pitaluga                | Brasil           | GK          | 20 tháng 12, 2002          | Fluminense              | 0       | 0         | 0        |         |
| Hậu vệ   |                                 |                  |             |                            |                         |         |           |          |         |
| 4        | Virgil van Dijk (đội phó 3)     | Hà Lan           | CB          | 8 tháng 7, 1991            | Southampton             | 130     | 13        | 6        |         |
| 12       | Joe Gomez                       | Anh              | CB/RB/LB    | 23 tháng 5, 1997           | Charlton Athletic       | 121     | 0         | 4        |         |
| 21       | Kostas Tsimikas                 | Hy Lạp           | LB          | 12 tháng 5, 1996           | Olympiakos              | 4       | 0         | 0        |         |
| 26       | Andrew Robertson                | Scotland         | LB          | 11 tháng 3, 1994           | Hull City               | 151     | 5         | 35       |         |
| 32       | Joël Matip                      | Cameroon         | CB          | 8 tháng 8, 1991            | Schalke 04              | 121     | 6         | 3        |         |
| 46       | Rhys Williams                   | Anh              | CB          | 3 tháng 2, 2001            | Học viện LFC            | 11      | 0         | 0        |         |
| 47       | Nat Phillips                    | Anh              | CB          | 21 tháng 3, 1997 (23 tuổi) | Học viện LFC            | 4       | 0         | 0        |         |
| 66       | Trent Alexander-Arnold          | Anh              | RB          | 7 tháng 10, 1998           | Học viện LFC            | 153     | 8         | 38       |         |
| 72       | Sepp van den Berg               | Hà Lan           | CB/RB       | 20 tháng 12, 2001          | PEC Zwolle              | 4       | 0         | 0        |         |
| 76       | Neco Williams                   | Wales            | RB          | 13 tháng 4, 2001           | Học viện LFC            | 22      | 0         | 2        |         |
| Tiền vệ  |                                 |                  |             |                            |                         |         |           |          |         |
| 3        | Fabinho                         | Brasil           | DM/RB/CB    | 23 tháng 10, 1993          | Monaco                  | 103     | 3         | 6        |         |
| 5        | Georginio Wijnaldum (đội phó 4) | Hà Lan           | CM/DM/AM    | 11 tháng 11, 1990          | Newcastle United        | 211     | 21        | 15       |         |
| 6        | Thiago                          | Tây Ban Nha      | CM/DM       | 11 tháng 4, 1991           | Bayern Munich           | 5       | 0         | 0        |         |
| 7        | James Milner (đội phó)          | Anh              | CM/DM/LB/RB | 4 tháng 1, 1986            | Manchester City         | 231     | 26        | 40       |         |
| 8        | Naby Keïta                      | Guinée           | CM/AM       | 10 tháng 2, 1995           | RB Leipzig              | 71      | 7         | 4        |         |
| 14       | Jordan Henderson (đội trưởng)   | Anh              | CM/DM       | 17 tháng 6, 1990           | Sunderland              | 384     | 30        | 49       |         |
| 15       | Alex Oxlade-Chamberlain         | Anh              | CM/AM/LW/RW | 15 tháng 8, 1993           | Arsenal                 | 91      | 13        | 11       |         |
| 17       | Curtis Jones                    | Anh              | CM          | 30 tháng 1, 2001           | Học viện LFC            | 32      | 6         | 3        |         |
| 23       | Xherdan Shaqiri                 | Thụy Sĩ          | RW/LW/AM    | 10 tháng 10, 1991          | Stoke City              | 49      | 8         | 8        |         |
| Tiền đạo |                                 |                  |             |                            |                         |         |           |          |         |
| 9        | Roberto Firmino                 | Brasil           | ST/AM       | 2 tháng 10, 1991           | Hoffenheim              | 269     | 83        | 57       |         |
| 10       | Sadio Mané                      | Sénégal          | LW/RW/ST    | 10 tháng 4, 1992           | Southampton             | 194     | 90        | 31       |         |
| 11       | Mohamed Salah                   | Ai Cập           | RW/ST       | 15 tháng 6, 1992           | Roma                    | 177     | 111       | 42       |         |
| 18       | Takumi Minamino                 | Nhật Bản         | RW/LW/AM/ST | 16 tháng 1, 1995           | Red Bull Salzburg       | 30      | 4         | 2        |         |
| 20       | Diogo Jota                      | Bồ Đào Nha       | LW/RW/ST    | 4 tháng 12, 1996           | Wolverhampton Wanderers | 17      | 9         | 0        |         |
| 27       | Divock Origi                    | Bỉ               | ST/LW       | 18 tháng 4, 1995           | Lille                   | 149     | 35        | 10       |         |

### Hợp đồng mới
| Ngày                | Vị trí | Số áo | Cầu thủ       | Ghi chú |
| ------------------- | ------ | ----- | ------------- | ------- |
| 17 tháng 8 năm 2020 | HV     | 76    | Neco Williams | [ 24 ]  |

## Chuyển nhượng và cho mượn

### Chuyển nhượng từ
| Ngày mua            | Vị trí    | Số áo     | Cầu thủ          | Từ CLB                  | Giá         | Ghi chú     |
| ------------------- | --------- | --------- | ---------------- | ----------------------- | ----------- | ----------- |
| 10 tháng 8 năm 2020 | HV        | 21        | Kostas Tsimikas  | Olympiacos              | £11.750.000 | [ 25 ]      |
| 18 tháng 9 năm 2020 | TV        | 6         | Thiago           | Bayern Munich           | £20.000.000 | [ 26 ]      |
| 19 tháng 9 năm 2020 | TĐ        | 20        | Diogo Jota       | Wolverhampton Wanderers | £41.000.000 | [ 27 ]      |
| 8 tháng 10 năm 2020 | TM        | —         | Marcelo Pitaluga | Fluminense              | £1.000.000  | [ 28 ]      |
| Tổng cộng           | Tổng cộng | Tổng cộng | Tổng cộng        | Tổng cộng               | £73.750.000 | £73.750.000 |

1. ↑  Phí cuối cùng có thể tăng lên £25.000.000.
2. ↑  Phí cuối cùng có thể tăng lên £45.000.000.
3. ↑  Phí cuối cùng có thể tăng lên £1.800.000.

### Bán
| Ngày bán             | Vị trí    | Số áo     | Cầu thủ        | Đến CLB                 | Giá                 | Ghi chú       |
| -------------------- | --------- | --------- | -------------- | ----------------------- | ------------------- | ------------- |
| 27 tháng 7 năm 2020  | TM        | 22        | Andy Lonergan  |                         | Giải phóng hợp đồng | [ 29 ]        |
| 27 tháng 7 năm 2020  | TV        | 20        | Adam Lallana   | Brighton & Hove Albion  | Tự do               | [ 30 ]        |
| 27 tháng 7 năm 2020  | HV        | 6         | Dejan Lovren   | Zenit Saint Petersburg  | £10.900.000         | [ 31 ]        |
| 28 tháng 8 năm 2020  | TV        | 53        | Ovie Ejaria    | Reading                 | £3.000.000          | [ 32 ]        |
| 19 tháng 9 năm 2020  | HV        | 51        | Ki-Jana Hoever | Wolverhampton Wanderers | £9.000.000          | [ 33 ]        |
| 2 tháng 10 năm 2020  | TĐ        | 24        | Rhian Brewster | Sheffield United        | £18.000.000         | [ 34 ]        |
| 16 tháng 10 năm 2020 | TĐ        | 55        | Herbie Kane    | Barnsley                | £1.250.000          | [ 35 ] [ 36 ] |
| Tổng cộng            | Tổng cộng | Tổng cộng | Tổng cộng      | Tổng cộng               | £42.150.000         | £42.150.000   |

1. ↑  Phí cuối cùng có thể tăng lên £3.500.000.
2. ↑  Phí cuối cùng có thể tăng lên £13.500.000.
3. ↑  Phí cuối cùng có thể tăng lên £23.500.000.

### Cho mượn
| Ngày mượn            | Ngày trả  | Vị trí    | Số áo     | Cầu thủ        | Đến CLB          | Phí        | Ghi chú    |
| -------------------- | --------- | --------- | --------- | -------------- | ---------------- | ---------- | ---------- |
| 7 tháng 9 năm 2020   | Hết mùa   | TĐ        | 54        | Sheyi Ojo      | Cardiff City     | Không      | [ 37 ]     |
| 19 tháng 9 năm 2020  | Hết mùa   | TĐ        | —         | Taiwo Awoniyi  | Union Berlin     | Không      | [ 38 ]     |
| 28 tháng 9 năm 2020  | Hết mùa   | TM        | 22        | Loris Karius   | Union Berlin     | Không      | [ 39 ]     |
| 28 tháng 9 năm 2020  | Hết mùa   | TM        | 73        | Kamil Grabara  | AGF              | Không      | [ 40 ]     |
| 6 tháng 10 năm 2020  | Hết mùa   | TV        | 16        | Marko Grujić   | Porto            | £1.000.000 | [ 41 ]     |
| 16 tháng 10 năm 2020 | Nửa mùa   | TV        | 58        | Ben Woodburn   | Blackpool        | Không      | [ 42 ]     |
| 16 tháng 10 năm 2020 | Hết mùa   | TV        | 59        | Harry Wilson   | Cardiff City     | £1.200.000 | [ 43 ]     |
| 16 tháng 10 năm 2020 | Hết mùa   | TV        | 67        | Harvey Elliott | Blackburn Rovers | Không      | [ 44 ]     |
| Tổng cộng            | Tổng cộng | Tổng cộng | Tổng cộng | Tổng cộng      | Tổng cộng        | £2.200.000 | £2.200.000 |

### Tóm tắt chuyển nhượng
| Chi tiêu Mùa hè: £ 73.750.000 Mùa đông: £ 0 Tổng cộng: £ 73.750.000 | Thu nhập Mùa hè: £ 44.350.000 Mùa đông: £ 0 Tổng cộng: £ 44.350.000 | Lãi ròng Mùa hè: £ 29.400.000 Mùa đông: £ 0 Tổng cộng: £ 29.400.000 |

## Giao hữu trước mùa giải
Vào ngày 19 tháng 8 năm 2020, Liverpool thông báo rằng họ sẽ chơi hai trận giao hữu trước mùa giải ở Áo.
| 22 tháng 8 năm 2020 Giao hữu | Liverpool                                          | 3–0      | VfB Stuttgart | Kitzbühel, Áo                                                     |  |
| 17:00 BST                    | Firmino 15' · Gomez 30' · Keïta 40' · Brewster 68' | Chi tiết |               | Sân vận động: Sportplatz Langau Trọng tài: Christopher Jäger (Áo) |  |

| 25 tháng 8 năm 2020 Giao hữu | Red Bull Salzburg               | 2–2      | Liverpool         | Wals-Siezenheim, Áo                                                       |  |
| 15:00 BST                    | Daka 3', 13', 45' · Onguéné 26' | Chi tiết | Brewster 72', 81' | Sân vận động: Stadion Wals-Siezenheim Trọng tài: Dieter Muckenhammer (Áo) |  |

| 5 tháng 9 năm 2020 Giao hữu | Liverpool                                                                                      | 7–2      | Blackpool                        | Liverpool, Anh        |  |
| 15:00 BST                   | Matip 43' · Mané 52' · Firmino 54' · Elliott 69' · Minamino 71' · Origi 85' · Van den Berg 88' | Chi tiết | Hamilton 15' · Yates 33' (ph.đ.) | Sân vận động: Anfield |  |

## Thi đấu

### Nhìn chung
| Giải đấu              | Trận đấu đầu tiên    | Trận đấu cuối cùng  | Vòng đấu mở màn | Vị trí chung cuộc | Thành tích | Thành tích | Thành tích | Thành tích | Thành tích | Thành tích | Thành tích | Thành tích |
| Giải đấu              | Trận đấu đầu tiên    | Trận đấu cuối cùng  | Vòng đấu mở màn | Vị trí chung cuộc | ST         | T          | H          | B          | BT         | BB         | HS         | % thắng    |
| --------------------- | -------------------- | ------------------- | --------------- | ----------------- | ---------- | ---------- | ---------- | ---------- | ---------- | ---------- | ---------- | ---------- |
| Ngoại hạng Anh        | 12 tháng 9 năm 2020  | 23 tháng 5 năm 2021 | Vòng 1          |                   | 17         | 9          | 6          | 2          | 37         | 21         | +16        | 052,94     |
| Cúp FA                | Tháng 1, 2021        |                     | Vòng 3          |                   | 1          | 1          | 0          | 0          | 4          | 1          | +3         | 100,00     |
| Cúp EFL               | Tháng 9, 2020        | 1 tháng 10 năm 2020 | Vòng 3          | Vòng 4            | 2          | 1          | 1          | 0          | 7          | 2          | +5         | 050,00     |
| UEFA Champions League | 21 tháng 10 năm 2020 |                     | Vòng bảng       |                   | 6          | 4          | 1          | 1          | 10         | 3          | +7         | 066,67     |
| Siêu cúp Anh          | 29 tháng 8 năm 2020  | 29 tháng 8 năm 2020 | Chung kết       | Á quân            | 1          | 0          | 1          | 0          | 1          | 1          | +0         | 000,00     |
| Tổng cộng             | Tổng cộng            | Tổng cộng           | Tổng cộng       | Tổng cộng         | 27         | 15         | 9          | 3          | 59         | 28         | +31        | 055,56     |

Cập nhật lần cuối: 8 tháng 1 năm 2021
Nguồn: Soccerway

### Ngoại hạng Anh

#### Bảng xếp hạng
| VT | Đội                 | ST | T  | H  | B  | BT | BB | HS  | Đ  | Giành quyền tham dự hoặc xuống hạng |
| -- | ------------------- | -- | -- | -- | -- | -- | -- | --- | -- | ----------------------------------- |
| 1  | Manchester City (C) | 38 | 27 | 5  | 6  | 83 | 32 | +51 | 86 | Lọt vào vòng bảng Champions League  |
| 2  | Manchester United   | 38 | 21 | 11 | 6  | 73 | 44 | +29 | 74 | Lọt vào vòng bảng Champions League  |
| 3  | Liverpool           | 38 | 20 | 9  | 9  | 68 | 42 | +26 | 69 | Lọt vào vòng bảng Champions League  |
| 4  | Chelsea             | 38 | 19 | 10 | 9  | 58 | 36 | +22 | 67 | Lọt vào vòng bảng Champions League  |
| 5  | Leicester City      | 38 | 20 | 6  | 12 | 68 | 50 | +18 | 66 | Lọt vào vòng bảng Europa League     |

1. ↑  Vì đội vô địch của Cúp FA 2020-21, Leicester City, đã lọt vào đấu trường châu Âu dựa trên vị trí bảng xếp hạng, suất dự vòng bảng Europa League dành cho đội vô địch Cúp FA được chuyển qua cho đội đứng thứ sáu.

#### Tóm tắt mùa giải
| Tổng thể | Tổng thể | Tổng thể | Tổng thể | Tổng thể | Tổng thể | Tổng thể | Tổng thể | Sân nhà | Sân nhà | Sân nhà | Sân nhà | Sân nhà | Sân nhà | Sân khách | Sân khách | Sân khách | Sân khách | Sân khách | Sân khách |
| ST       | T        | H        | B        | BT       | BB       | HS       | Đ        | T       | H       | B       | BT      | BB      | HS      | T         | H         | B         | BT        | BB        | HS        |
| -------- | -------- | -------- | -------- | -------- | -------- | -------- | -------- | ------- | ------- | ------- | ------- | ------- | ------- | --------- | --------- | --------- | --------- | --------- | --------- |
| 17       | 9        | 6        | 2        | 37       | 21       | +16      | 33       | 7       | 1       | 0       | 21      | 8       | +13     | 2         | 5         | 2         | 16        | 13        | +3        |

Cập nhật lần cuối: 4 tháng 1 năm 2021.

Nguồn: 

#### Kết quả theo ngày thi đấu
| Ngày thi đấu | 1 | 2 | 3 | 4 | 5 | 6 | 7 | 8 | 9 | 10 | 11 | 12 | 13 | 14 | 15 | 16 | 17 | 18 | 19 | 20 | 21 | 22 | 23 | 24 | 25 | 26 | 27 | 28 | 29 | 30 | 31 | 32 | 33 | 34 | 35 | 36 | 37 | 38 |
| ------------ | - | - | - | - | - | - | - | - | - | -- | -- | -- | -- | -- | -- | -- | -- | -- | -- | -- | -- | -- | -- | -- | -- | -- | -- | -- | -- | -- | -- | -- | -- | -- | -- | -- | -- | -- |
| Sân          | H | A | H | A | A | H | H | A | H | A  | H  | A  | H  | A  | H  | A  | A  | H  | H  | A  | A  | H  | H  | A  | H  | A  | H  | A  | H  | A  | H  | A  | H  | A  | H  | A  | A  | H  |
| Kết quả      | W | W | W | L | D | W | W | D | W | D  | W  | D  | W  | W  | D  | D  | L  |    |    |    |    |    |    |    |    |    |    |    |    |    |    |    |    |    |    |    |    |    |
| Vị trí       | 6 | 4 | 2 | 5 | 3 | 2 | 1 | 3 | 2 | 2  | 2  | 2  | 1  | 1  | 1  | 1  | 2  |    |    |    |    |    |    |    |    |    |    |    |    |    |    |    |    |    |    |    |    |    |

#### Các trận
Lịch thi đấu của giải đấu được công bố vào ngày 20 tháng 8 năm 2020.
| 12 tháng 9 năm 2020 1 | Liverpool                                                         | 4–3      | Leeds United                             | Liverpool                                                         |  |
| 17:30 BST (UTC+1)     | - Salah 4' (ph.đ.), 33', 88' (ph.đ.) - Van Dijk 20' - Firmino 76' | Chi tiết | - Harrison 12' - Bamford 30' - Klich 66' | Sân vận động: Anfield Lượng khán giả: 0 Trọng tài: Michael Oliver |  |

| 20 tháng 9 năm 2020 2 | Chelsea                            | 0–2      | Liverpool       | Fulham, Luân Đôn                                                        |  |
| 16:30 BST (UTC+1)     | - Christensen 45+1' - Jorginho 75' | Chi tiết | - Mané 50', 54' | Sân vận động: Stamford Bridge Lượng khán giả: 0 Trọng tài: Paul Tierney |  |

| 28 tháng 9 năm 2020 3 | Liverpool                                                        | 3–1      | Arsenal                                       | Liverpool                                                       |  |
| 20:00 BST (UTC+1)     | - Mané 3', 28' - Robertson 34' - Alexander-Arnold 49' - Jota 88' | Chi tiết | - Lacazette 25' - Bellerín 68' - Ceballos 72' | Sân vận động: Anfield Lượng khán giả: 0 Trọng tài: Craig Pawson |  |

| 4 tháng 10 năm 2020 4 | Aston Villa                                                                                              | 7–2      | Liverpool                       | Aston                                                                 |  |
| 19:15 BST (UTC+1)     | - Watkins 4', 22', 39' - McGinn 35' - Douglas Luiz 46' - Barkley 55' - Grealish 66', 75' - Nakamba 90+2' | Chi tiết | - Salah 33', 60' - Van Dijk 38' | Sân vận động: Villa Park Lượng khán giả: 0 Trọng tài: Martin Atkinson |  |

| 17 tháng 10 năm 2020 5 | Everton                                                                                   | 2–2      | Liverpool                                | Walton                                                                  |  |
| 12:30 BST (UTC+1)      | - Keane 19' - Rodríguez 45' - Gomes 69' - Calvert-Lewin 81' - Allan 84' - Richarlison 90' | Chi tiết | - Mané 3', 67' - Salah 72' - Fabinho 84' | Sân vận động: Goodison Park Lượng khán giả: 0 Trọng tài: Michael Oliver |  |

| 24 tháng 10 năm 2020 6 | Liverpool                | 2–1      | Sheffield United                                      | Liverpool                                                    |  |
| 20:00 BST (UTC+1)      | - Firmino 41' - Jota 64' | Chi tiết | - Lundstram 3' - Berge 13' (ph.đ.), 86' - Stevens 66' | Sân vận động: Anfield Lượng khán giả: 0 Trọng tài: Mike Dean |  |

| 31 tháng 10 năm 2020 7 | Liverpool                      | 2–1      | West Ham United          | Liverpool                                                       |  |
| 17:30 GMT (UTC±0)      | - Salah 42' (ph.đ.) - Jota 85' | Chi tiết | - Fornals 10' - Rice 49' | Sân vận động: Anfield Lượng khán giả: 0 Trọng tài: Kevin Friend |  |

| 8 tháng 11 năm 2020 8 | Manchester City                                                                 | 1–1      | Liverpool                       | Manchester                                                                                |  |
| 16:30 GMT (UTC±0)     | - Gabriel Jesus 31' - De Bruyne 42' - Sterling 61' - Laporte 79' - Walker 90+3' | Chi tiết | - Salah 13' (ph.đ.) - Matip 46' | Sân vận động: Sân vận động Thành phố Manchester Lượng khán giả: 0 Trọng tài: Craig Pawson |  |

| 22 tháng 11 năm 2020 9 | Liverpool                                   | 3–0      | Leicester City           | Liverpool                                                         |  |
| 19:15 GMT (UTC±0)      | - Evans 21' (l.n.) - Jota 41' - Firmino 86' | Chi tiết | - Justin 45' - Mendy 66' | Sân vận động: Anfield Lượng khán giả: 0 Trọng tài: Chris Kavanagh |  |

| 28 tháng 11 năm 2020 10 | Brighton & Hove Albion                                        | 1–1      | Liverpool                  | Falmer                                                                        |  |
| 12:30 GMT (UTC±0)       | - Maupay 20' - Veltman 45+1' - White 83' - Groß 90+2' (ph.đ.) | Chi tiết | - Jota 60' - Alisson 90+3' | Sân vận động: Sân vận động Falmer Lượng khán giả: 0 Trọng tài: Stuart Attwell |  |

| 6 tháng 12 năm 2020 11 | Liverpool                                                                 | 4–0      | Wolverhampton Wanderers | Liverpool                                                           |  |
| 19:15 GMT (UTC±0)      | - Williams 3' - Salah 24' - Wijnaldum 58' - Matip 67' - Semedo 78' (l.n.) | Chi tiết | - Moutinho 89'          | Sân vận động: Anfield Lượng khán giả: 2.000 Trọng tài: Craig Pawson |  |

| 13 tháng 12 năm 2020 12 | Fulham                                               | 1–1      | Liverpool                       | Fulham, London                                                               |  |
| 16:30 GMT (UTC±0)       | - Andersen 20' - Reid 25' - Lemina 46' - Lookman 75' | Chi tiết | - Jones 31' - Salah 79' (ph.đ.) | Sân vận động: Craven Cottage Lượng khán giả: 2.000 Trọng tài: Andre Marriner |  |

| 16 tháng 12 năm 2020 13 | Liverpool                 | 2–1      | Tottenham Hotspur                       | Liverpool                                                             |  |
| 20:00 GMT (UTC±0)       | - Salah 26' - Firmino 90' | Chi tiết | - Son 33' - Lo Celso 48' - Højbjerg 54' | Sân vận động: Anfield Lượng khán giả: 2.000 Trọng tài: Anthony Taylor |  |

| 19 tháng 12 năm 2020 14 | Crystal Palace | 0–7      | Liverpool                                                                    | Selhurst, London                                                       |  |
| 12:30 GMT (UTC±0)       | - Clyne 45+1'  | Chi tiết | - Minamino 3' - Mané 35' - Firmino 44', 68' - Henderson 52' - Salah 81', 84' | Sân vận động: Selhurst Park Lượng khán giả: 0 Trọng tài: Jonathan Moss |  |

| 27 tháng 12 năm 2020 15 | Liverpool  | 1–1      | West Bromwich Albion     | Liverpool                                                           |  |
| 16:30 GMT (UTC±0)       | - Mané 12' | Chi tiết | - O'Shea 56' - Ajayi 82' | Sân vận động: Anfield Lượng khán giả: 2.000 Trọng tài: Kevin Friend |  |

| 30 tháng 12 năm 2020 16 | Newcastle United         | 0–0      | Liverpool                                 | Newcastle upon Tyne                                                    |  |
| 20:00 GMT (UTC±0)       | - Clark 12' - Hayden 85' | Chi tiết | - Fabinho 49' - Milner 65' - Phillips 78' | Sân vận động: St James' Park Lượng khán giả: 0 Trọng tài: Paul Tierney |  |

| 4 tháng 1 năm 2021 17 | Southampton                | 1–0      | Liverpool                                 | Southampton                                                                      |  |
| 20:00 GMT (UTC±0)     | - Ings 2' - Bertrand 90+3' | Chi tiết | - Thiago 3' - Robertson 15' - Shaqiri 79' | Sân vận động: Sân vận động St Mary's Lượng khán giả: 0 Trọng tài: Andre Marriner |  |

| 17 tháng 1 năm 2021 18 | Liverpool | 0-0 | Manchester United | Liverpool             |  |
| 16:30 GMT (UTC±0)      |           |     |                   | Sân vận động: Anfield |  |

| 21 tháng 1 năm 2021 19 | Liverpool | 0-1 | Burnley | Liverpool             |  |
| 20:00 GMT (UTC±0)      |           |     |         | Sân vận động: Anfield |  |

| 28 tháng 1 năm 2021 20 | Tottenham Hotspur | 1-3 | Liverpool | Tottenham                                    |  |
| 20:00 GMT (UTC±0)      |                   |     |           | Sân vận động: Sân vận động Tottenham Hotspur |  |

| 31 tháng 1 năm 2021 21 | West Ham United | 1-3 | Liverpool | Stratford                           |  |
| 16:30 GMT (UTC±0)      |                 |     |           | Sân vận động: Sân vận động Luân Đôn |  |

### Cúp FA
Liverpool bước vào tranh tài ở vòng ba. Lễ bốc thăm được xác nhận vào ngày 30 tháng 11 năm 2020 trực tiếp trên BT Sport. Lễ bốc thăm cho vòng thứ tư và thứ năm được diễn ra vào ngày 11 tháng 1 do Peter Crouch thực hiện.
| 8 tháng 1 năm 2021 Vòng 3 | Aston Villa | 1–4      | Liverpool                                              | Birmingham                                                         |  |
| 19:45 GMT                 | - Barry 41' | Chi tiết | - Mané 4', 63' - Jones 44' - Wijnaldum 60' - Salah 65' | Sân vận động: Villa Park Lượng khán giả: 0 Trọng tài: Craig Pawson |  |

| 24 tháng 1 năm 2021 Vòng 4 | Manchester United | 3-2 | Liverpool | Manchester                 |  |
| 17:00 GMT                  |                   |     |           | Sân vận động: Old Trafford |  |

### Cúp EFL
Liverpool bước vào tranh tài ở hiệp thi đấu thứ ba. Các trận đấu được xác nhận trực tiếp trên Sky Sports vào ngày 6 tháng 9 năm 2020. Vòng 4 được tổ chức vào ngày 17 tháng 9 năm 2020, cũng trực tiếp trên Sky Sports.
| 24 tháng 9 năm 2020 Vòng 3 | Lincoln City                       | 2–7      | Liverpool                                                                | Lincoln                                                                      |  |
| 19:45 BST                  | Edun 60' · Montsma 66' · Eyoma 69' | Chi tiết | Shaqiri 9' · Minamino 18', 46' · Jones 32', 36' · Grujić 65' · Origi 89' | Sân vận động: Sân vận động LNER Lượng khán giả: 0 Trọng tài: Tony Harrington |  |

| 1 tháng 10 năm 2020 Vòng 4                               | Liverpool                   | 0–0 (4–5 p)                                                     | Arsenal                    | Liverpool                                                       |  |
| 19:45 BST                                                | - Minamino 15' - Wilson 75' | Chi tiết                                                        | - Xhaka 51' - Soares 90+2' | Sân vận động: Anfield Lượng khán giả: 0 Trọng tài: Kevin Friend |  |
|                                                          |                             | Loạt sút luân lưu                                               |                            |                                                                 |  |
| - Milner - Wijnaldum - Minamino - Origi - Jones - Wilson |                             | - Lacazette - Soares - Elneny - Maitland-Niles - Pépé - Willock |                            |                                                                 |  |

### Siêu cúp Anh
| 29 tháng 8 năm 2020 Chung kết                                | Arsenal          | 1–1 (5–4 p)                                     | Liverpool                   | Luân Đôn                                                                                    |  |
| 16:30 BST (UTC+1)                                            | - Aubameyang 12' | Chi tiết                                        | - Milner 57' - Minamino 73' | Sân vận động: Sân vận động Wembley Lượng khán giả: 0 Trọng tài: Andre Marriner (Birmingham) |  |
|                                                              |                  | Loạt sút luân lưu                               |                             |                                                                                             |  |
| - Nelson - Maitland-Niles - Cédric - David Luiz - Aubameyang |                  | - Salah - Fabinho - Brewster - Minamino - Jones |                             |                                                                                             |  |

### UEFA Champions League
Liverpool bước vào cuộc cạnh tranh ở vòng bảng.

#### Vòng bảng
Lễ bốc thăm vòng bảng sẽ được tổ chức vào ngày 1 tháng 10 năm 2020.

| VT | Đội         | ST | T | H | B | BT | BB | HS | Đ  | Giành quyền tham dự                 |  | LIV | ATA | AJX | MID |
| -- | ----------- | -- | - | - | - | -- | -- | -- | -- | ----------------------------------- |  | --- | --- | --- | --- |
| 1  | Liverpool   | 6  | 4 | 1 | 1 | 10 | 3  | +7 | 13 | Đi tiếp vào vòng đấu loại trực tiếp |  | —   | 0–2 | 1–0 | 2–0 |
| 2  | Atalanta    | 6  | 3 | 2 | 1 | 10 | 8  | +2 | 11 | Đi tiếp vào vòng đấu loại trực tiếp |  | 0–5 | —   | 2–2 | 1–1 |
| 3  | Ajax        | 6  | 2 | 1 | 3 | 7  | 7  | 0  | 7  | Chuyển qua Europa League            |  | 0–1 | 0–1 | —   | 3–1 |
| 4  | Midtjylland | 6  | 0 | 2 | 4 | 4  | 13 | −9 | 2  |                                     |  | 1–1 | 0–4 | 1–2 | —   |

| 21 tháng 10 năm 2020 1 | Ajax           | 0–1      | Liverpool                                                   | Amsterdam, Hà Lan                                                               |  |
| 21:00 CEST (UTC+2)     | - Promes 90+3' | Chi tiết | - Tagliafico 35' (l.n.) - Milner 38' - Alexander-Arnold 80' | Sân vận động: Johan Cruyff Arena Lượng khán giả: 0 Trọng tài: Felix Brych (Đức) |  |

| 27 tháng 10 năm 2020 2 | Liverpool                                     | 2–0      | Midtjylland                                              | Liverpool, Anh                                                               |  |
| 21:00 CET (UTC+1)      | - Milner 41' - Jota 55' - Salah 90+3' (ph.đ.) | Chi tiết | - Scholz 19' - Onyeka 25' - Cajuste 32' - Paulinho 90+1' | Sân vận động: Anfield Lượng khán giả: 0 Trọng tài: Paweł Raczkowski (Ba Lan) |  |

| 3 tháng 11 năm 2020 3 | Atalanta | 0–5      | Liverpool                                                               | Bergamo, Ý                                                                             |  |
| 21:00 CET (UTC+1)     |          | Chi tiết | - Jota 16', 33', 54' - Wijnaldum 21' - Jones 21' - Salah 47' - Mané 49' | Sân vận động: Sân vận động Atleti Azzurri d'Italia Trọng tài: Ovidiu Hațegan (România) |  |

| 25 tháng 11 năm 2020 4 | Liverpool      | 0–2      | Atalanta                                | Liverpool, Anh                                                                           |  |
| 21:00 CET (UTC+1)      | - Tsimikas 58' | Chi tiết | - Iličić 60' - Gosens 64' - De Roon 89' | Sân vận động: Anfield Lượng khán giả: 0 Trọng tài: Carlos del Cerro Grande (Tây Ban Nha) |  |

| 1 tháng 12 năm 2020 5 | Liverpool                                                  | 1–0      | Ajax                      | Liverpool, Anh                                                          |  |
| 21:00 CET (UTC+1)     | - Jones 58' - Wijnaldum 70' - Henderson 90+1' - Mané 90+3' | Chi tiết | - Schuurs 42' - Blind 55' | Sân vận động: Anfield Lượng khán giả: 0 Trọng tài: Tobias Stieler (Đức) |  |

| 9 tháng 12 năm 2020 6 | Midtjylland                                                 | 1–1      | Liverpool                 | Herning, Đan Mạch                                                             |  |
| 18:55 CET (UTC+1)     | - Onyeka 9' - Cools 31' - Scholz 62' (ph.đ.) - Anderson 81' | Chi tiết | - Salah 1' - Kelleher 61' | Sân vận động: MCH Arena Lượng khán giả: 0 Trọng tài: François Letexier (Pháp) |  |

#### Vòng đấu loại trực tiếp

##### Vòng 16 đội
Lễ bốc thăm vòng 16 đội được tổ chức vào ngày 14 tháng 12 năm 2020.
| 16 tháng 2 năm 2021 Lượt đi | RB Leipzig | 0-2      | Liverpool | Leipzig, Đức                 |  |
| 21:00 CET (UTC+1)           |            | Chi tiết |           | Sân vận động: Red Bull Arena |  |

| 10 tháng 3 năm 2021 Lượt về | Liverpool | 0-2 Trung bình 4-0 | RB Leipzig | Liverpool, Anh        |  |
| 21:00 CET (UTC+1)           |           | Chi tiết           |            | Sân vận động: Anfield |  |

## Thống kê đội hình

### Số trận
Những cầu thủ không đá sẽ không có trong danh sách.
| Số                                                                                    | VT        | QT               | Tên                     | Ngoại hạng Anh | Ngoại hạng Anh | Cúp FA | Cúp FA | Cúp EFL | Cúp EFL | UCL | UCL | Siêu cúp Anh | Siêu cúp Anh | Tổng cộng | Tổng cộng |
| Số                                                                                    | VT        | QT               | Tên                     | ST             | RTD            | ST     | RTD    | ST      | RTD     | ST  | RTD | ST           | RTD          | ST        | RTD       |
| ------------------------------------------------------------------------------------- | --------- | ---------------- | ----------------------- | -------------- | -------------- | ------ | ------ | ------- | ------- | --- | --- | ------------ | ------------ | --------- | --------- |
| 1                                                                                     | GK        | Brasil           | Alisson                 | 15             | 15             | 0      | 0      | 0       | 0       | 3   | 3   | 1            | 1            | 19        | 19        |
| 3                                                                                     | MF        | Brasil           | Fabinho                 | 16             | 15             | 1      | 1      | 1       | 0       | 5   | 4   | 1            | 1            | 24        | 21        |
| 4                                                                                     | DF        | Hà Lan           | Virgil van Dijk         | 5              | 5              | 0      | 0      | 2       | 2       | 0   | 0   | 1            | 1            | 8         | 8         |
| 5                                                                                     | MF        | Hà Lan           | Georginio Wijnaldum     | 18             | 16             | 1      | 1      | 1       | 0       | 5   | 4   | 1            | 1            | 26        | 22        |
| 6                                                                                     | MF        | Tây Ban Nha      | Thiago                  | 5              | 3              | 1      | 0      | 0       | 0       | 0   | 0   | 0            | 0            | 6         | 3         |
| 7                                                                                     | MF        | Anh              | James Milner            | 10             | 3              | 1      | 1      | 1       | 1       | 4   | 3   | 1            | 1            | 17        | 9         |
| 8                                                                                     | MF        | Guinée           | Naby Keïta              | 7              | 6              | 0      | 0      | 1       | 0       | 2   | 1   | 1            | 0            | 11        | 7         |
| 9                                                                                     | FW        | Brasil           | Roberto Firmino         | 18             | 18             | 1      | 0      | 0       | 0       | 6   | 1   | 1            | 1            | 26        | 20        |
| 10                                                                                    | FW        | Sénégal          | Sadio Mané              | 17             | 16             | 1      | 1      | 0       | 0       | 6   | 4   | 1            | 1            | 25        | 22        |
| 11                                                                                    | FW        | Ai Cập           | Mohamed Salah           | 17             | 16             | 1      | 1      | 1       | 1       | 6   | 5   | 1            | 1            | 26        | 24        |
| 12                                                                                    | DF        | Anh              | Joe Gomez               | 7              | 6              | 0      | 0      | 1       | 0       | 3   | 3   | 1            | 1            | 12        | 10        |
| 13                                                                                    | GK        | Tây Ban Nha      | Adrián                  | 2              | 2              | 0      | 0      | 2       | 2       | 1   | 1   | 0            | 0            | 5         | 5         |
| 14                                                                                    | MF        | Anh              | Jordan Henderson        | 15             | 14             | 1      | 1      | 0       | 0       | 5   | 3   | 0            | 0            | 21        | 18        |
| 15                                                                                    | MF        | Anh              | Alex Oxlade-Chamberlain | 3              | 1              | 1      | 0      | 0       | 0       | 0   | 0   | 0            | 0            | 4         | 1         |
| 17                                                                                    | MF        | Anh              | Curtis Jones            | 11             | 7              | 1      | 1      | 2       | 2       | 4   | 4   | 1            | 0            | 19        | 14        |
| 18                                                                                    | FW        | Nhật Bản         | Takumi Minamino         | 8              | 2              | 1      | 1      | 2       | 2       | 4   | 2   | 1            | 0            | 16        | 7         |
| 20                                                                                    | FW        | Bồ Đào Nha       | Diogo Jota              | 9              | 5              | 0      | 0      | 2       | 1       | 6   | 4   | 0            | 0            | 17        | 10        |
| 21                                                                                    | DF        | Hy Lạp           | Kostas Tsimikas         | 0              | 0              | 0      | 0      | 1       | 1       | 3   | 2   | 0            | 0            | 4         | 3         |
| 23                                                                                    | MF        | Thụy Sĩ          | Xherdan Shaqiri         | 5              | 1              | 1      | 0      | 1       | 1       | 2   | 1   | 0            | 0            | 9         | 3         |
| 26                                                                                    | DF        | Scotland         | Andrew Robertson        | 18             | 18             | 0      | 0      | 0       | 0       | 6   | 4   | 1            | 1            | 25        | 23        |
| 27                                                                                    | FW        | Bỉ               | Divock Origi            | 3              | 0              | 1      | 0      | 2       | 1       | 3   | 3   | 0            | 0            | 9         | 4         |
| 32                                                                                    | DF        | Cameroon         | Joël Matip              | 8              | 7              | 0      | 0      | 0       | 0       | 2   | 2   | 0            | 0            | 10        | 9         |
| 46                                                                                    | DF        | Anh              | Rhys Williams           | 2              | 1              | 1      | 1      | 2       | 2       | 6   | 3   | 0            | 0            | 11        | 7         |
| 47                                                                                    | DF        | Anh              | Nathaniel Phillips      | 3              | 3              | 0      | 0      | 0       | 0       | 0   | 0   | 0            | 0            | 3         | 3         |
| 62                                                                                    | GK        | Cộng hòa Ireland | Caoimhín Kelleher       | 1              | 1              | 1      | 1      | 0       | 0       | 2   | 2   | 0            | 0            | 4         | 4         |
| 65                                                                                    | MF        | Anh              | Leighton Clarkson       | 0              | 0              | 0      | 0      | 0       | 0       | 1   | 1   | 0            | 0            | 1         | 1         |
| 66                                                                                    | DF        | Anh              | Trent Alexander-Arnold  | 16             | 15             | 0      | 0      | 0       | 0       | 4   | 4   | 0            | 0            | 20        | 19        |
| 76                                                                                    | DF        | Wales            | Neco Williams           | 4              | 2              | 1      | 1      | 2       | 2       | 3   | 2   | 1            | 1            | 11        | 8         |
| 89                                                                                    | DF        | Pháp             | Billy Koumetio          | 0              | 0              | 0      | 0      | 0       | 0       | 1   | 0   | 0            | 0            | 1         | 0         |
| Những cầu thủ được cho mượn hoặc ra đi nhưng đã ra sân cho Liverpool trước khi rời đi |           |                  |                         |                |                |        |        |         |         |     |     |              |              |           |           |
| 16                                                                                    | MF        | Serbia           | Marko Grujić            | 0              | 0              | 0      | 0      | 2       | 2       | 0   | 0   | 0            | 0            | 2         | 2         |
| 24                                                                                    | FW        | Anh              | Rhian Brewster          | 0              | 0              | 0      | 0      | 0       | 0       | 0   | 0   | 1            | 0            | 1         | 0         |
| 59                                                                                    | MF        | Wales            | Harry Wilson            | 0              | 0              | 0      | 0      | 1       | 1       | 0   | 0   | 0            | 0            | 1         | 1         |
| 67                                                                                    | MF        | Anh              | Harvey Elliott          | 0              | 0              | 0      | 0      | 1       | 1       | 0   | 0   | 0            | 0            | 1         | 1         |
| Tổng cộng                                                                             | Tổng cộng | Tổng cộng        | Tổng cộng               | 18             | 18             | 1      | 1      | 2       | 2       | 6   | 6   | 1            | 1            | 28        | 28        |

### Bàn thắng
Tính đến tính đến trận đấu diễn ra ngày 8 tháng 11 năm 2020
| Hạng          | VT            | Số áo         | Cầu thủ             | Ngoại hạng Anh | Cúp FA | Cúp EFL | Champions League | Siêu cúp Anh | Tổng cộng |
| ------------- | ------------- | ------------- | ------------------- | -------------- | ------ | ------- | ---------------- | ------------ | --------- |
| 1             | FW            | 11            | Mohamed Salah       | 13             | 1      | 0       | 3                | 0            | 17        |
| 2             | FW            | 10            | Sadio Mané          | 6              | 2      | 0       | 1                | 0            | 9         |
| 2             | FW            | 20            | Diogo Jota          | 5              | 0      | 0       | 4                | 0            | 9         |
| 4             | FW            | 9             | Roberto Firmino     | 5              | 0      | 0       | 0                | 0            | 5         |
| 5             | FW            | 18            | Takumi Minamino     | 1              | 0      | 2       | 0                | 1            | 4         |
| 6             | MF            | 17            | Curtis Jones        | 0              | 0      | 2       | 1                | 0            | 3         |
| 7             | MF            | 5             | Georginio Wijnaldum | 1              | 1      | 0       | 0                | 0            | 2         |
| 8             | DF            | 4             | Virgil van Dijk     | 1              | 0      | 0       | 0                | 0            | 1         |
| 8             | MF            | 14            | Jordan Henderson    | 1              | 0      | 0       | 0                | 0            | 1         |
| 8             | MF            | 16            | Marko Grujić        | 0              | 0      | 1       | 0                | 0            | 1         |
| 8             | MF            | 23            | Xherdan Shaqiri     | 0              | 0      | 1       | 0                | 0            | 1         |
| 8             | DF            | 26            | Andrew Robertson    | 1              | 0      | 0       | 0                | 0            | 1         |
| 8             | FW            | 27            | Divock Origi        | 0              | 0      | 1       | 0                | 0            | 1         |
| 8             | DF            | 32            | Joël Matip          | 1              | 0      | 0       | 0                | 0            | 1         |
| Phản lưới nhà | Phản lưới nhà | Phản lưới nhà | Phản lưới nhà       | 2              | 0      | 0       | 1                | 0            | 3         |
| Tổng cộng     | Tổng cộng     | Tổng cộng     | Tổng cộng           | 37             | 4      | 7       | 10               | 1            | 59        |

1. ↑  Cầu thủ đã rời Liverpool dưới dạng cho mượn trong mùa giải

### Kiến tạo
Không phải bàn thắng nào cũng có kiến tạo
Tính đến trận đấu diễn ra ngày 8 tháng 11 năm 2020
| Hạng | VT | Số áo | Cầu thủ                 | Ngoại hạng Anh | Cúp FA | Cúp EFL | Champions League | Siêu cúp Anh | Tổng cộng |
| ---- | -- | ----- | ----------------------- | -------------- | ------ | ------- | ---------------- | ------------ | --------- |
| 1    | DF | 26    | Andrew Robertson        | 5              | 0      | 0       | 0                | 0            | 5         |
| 2    | FW | 10    | Sadio Mané              | 2              | 0      | 0       | 2                | 0            | 4         |
| 2    | FW | 11    | Mohamed Salah           | 3              | 0      | 0       | 1                | 0            | 4         |
| 2    | DF | 66    | Trent Alexander-Arnold  | 2              | 0      | 0       | 2                | 0            | 4         |
| 5    | FW | 9     | Roberto Firmino         | 3              | 0      | 0       | 0                | 0            | 3         |
| 5    | MF | 23    | Xherdan Shaqiri         | 1              | 2      | 0       | 0                | 0            | 3         |
| 7    | FW | 18    | Takumi Minamino         | 0              | 1      | 1       | 0                | 0            | 2         |
| 7    | DF | 32    | Joël Matip              | 2              | 0      | 0       | 0                | 0            | 2         |
| 7    | MF | 48    | Curtis Jones            | 0              | 1      | 0       | 1                | 0            | 2         |
| 10   | MF | 7     | James Milner            | 1              | 0      | 0       | 0                | 0            | 1         |
| 10   | DF | 12    | Joe Gomez               | 0              | 0      | 0       | 1                | 0            | 1         |
| 10   | MF | 14    | Jordan Henderson        | 1              | 0      | 0       | 0                | 0            | 1         |
| 10   | MF | 15    | Alex Oxlade-Chamberlain | 1              | 0      | 0       | 0                | 0            | 1         |
| 10   | FW | 27    | Divock Origi            | 0              | 0      | 1       | 0                | 0            | 1         |
| 10   | MF | 67    | Harvey Elliott          | 0              | 0      | 1       | 0                | 0            | 1         |
| 10   | DF | 76    | Neco Williams           | 0              | 0      | 0       | 1                | 0            | 1         |

1. ↑  Cầu thủ đã rời Liverpool dưới dạng cho mượn trong mùa giải

### Giữ sạch lưới
Tính đến tính đến trận đấu diễn ra ngày 8 tháng 11 năm 2020
| #.        | Cầu thủ           | Ngoại hạng Anh | Cúp FA | Cúp EFL | Champions League | Siêu cúp Anh | Tổng cộng |
| --------- | ----------------- | -------------- | ------ | ------- | ---------------- | ------------ | --------- |
| 1         | Alisson           | 4              | 0      | 0       | 2                | 0            | 6         |
| 13        | Adrián            | 0              | 0      | 1       | 1                | 0            | 2         |
| 62        | Caoimhín Kelleher | 1              | 0      | 0       | 1                | 0            | 2         |
| Tổng cộng | Tổng cộng         | 5              | 0      | 1       | 4                | 0            | 10        |

### Thẻ phạt
Tính đến tính đến trận đấu diễn ra ngày 8 tháng 11 năm 2020
| Số áo     | VT              | Tên                    | Ngoại hạng Anh | Ngoại hạng Anh | Cúp FA   | Cúp FA | Cúp EFL  | Cúp EFL | UCL      | UCL    | Siêu cúp Anh | Siêu cúp Anh | Tổng cộng | Tổng cộng |
| Số áo     | VT              | Tên                    | Thẻ vàng       | Thẻ đỏ         | Thẻ vàng | Thẻ đỏ | Thẻ vàng | Thẻ đỏ  | Thẻ vàng | Thẻ đỏ | Thẻ vàng     | Thẻ đỏ       | Thẻ vàng  | Thẻ đỏ    |
| --------- | --------------- | ---------------------- | -------------- | -------------- | -------- | ------ | -------- | ------- | -------- | ------ | ------------ | ------------ | --------- | --------- |
| 1         | GK              | Alisson                | 1              | 0              | 0        | 0      | 0        | 0       | 0        | 0      | 0            | 0            | 1         | 0         |
| 3         | MF              | Fabinho                | 2              | 0              | 0        | 0      | 0        | 0       | 0        | 0      | 0            | 0            | 2         | 0         |
| 4         | DF              | Virgil van Dijk        | 1              | 0              | 0        | 0      | 0        | 0       | 0        | 0      | 0            | 0            | 1         | 0         |
| 5         | MF              | Georginio Wijnaldum    | 0              | 0              | 0        | 0      | 0        | 0       | 2        | 0      | 0            | 0            | 2         | 0         |
| 6         | MF              | Thiago                 | 1              | 0              | 0        | 0      | 0        | 0       | 0        | 0      | 0            | 0            | 1         | 0         |
| 7         | MF              | James Milner           | 1              | 0              | 0        | 0      | 0        | 0       | 2        | 0      | 1            | 0            | 4         | 0         |
| 9         | FW              | Roberto Firmino        | 1              | 0              | 0        | 0      | 0        | 0       | 0        | 0      | 0            | 0            | 1         | 0         |
| 10        | FW              | Sadio Mané             | 2              | 0              | 0        | 0      | 0        | 0       | 1        | 0      | 0            | 0            | 3         | 0         |
| 14        | MF              | Jordan Henderson       | 0              | 0              | 0        | 0      | 0        | 0       | 1        | 0      | 0            | 0            | 1         | 0         |
| 18        | FW              | Takumi Minamino        | 0              | 0              | 0        | 0      | 1        | 0       | 0        | 0      | 0            | 0            | 1         | 0         |
| 21        | DF              | Kostas Tsimikas        | 0              | 0              | 0        | 0      | 0        | 0       | 1        | 0      | 0            | 0            | 1         | 0         |
| 23        | MF              | Xherdan Shaqiri        | 1              | 0              | 0        | 0      | 0        | 0       | 0        | 0      | 0            | 0            | 1         | 0         |
| 26        | DF              | Andrew Robertson       | 1              | 0              | 0        | 0      | 0        | 0       | 0        | 0      | 0            | 0            | 1         | 0         |
| 32        | DF              | Joël Matip             | 1              | 0              | 0        | 0      | 0        | 0       | 0        | 0      | 0            | 0            | 1         | 0         |
| 47        | DF              | Nathaniel Phillips     | 1              | 0              | 0        | 0      | 0        | 0       | 0        | 0      | 0            | 0            | 1         | 0         |
| 48        | MF              | Curtis Jones           | 1              | 0              | 1        | 0      | 0        | 0       | 1        | 0      | 0            | 0            | 3         | 0         |
| 59        | MF              | Harry Wilson           | 0              | 0              | 0        | 0      | 1        | 0       | 0        | 0      | 0            | 0            | 1         | 0         |
| 62        | GK              | Caoimhín Kelleher      | 0              | 0              | 0        | 0      | 0        | 0       | 1        | 0      | 0            | 0            | 1         | 0         |
| 66        | DF              | Trent Alexander-Arnold | 1              | 0              | 0        | 0      | 0        | 0       | 1        | 0      | 0            | 0            | 2         | 0         |
| 76        | DF              | Neco Williams          | 1              | 0              | 0        | 0      | 0        | 0       | 0        | 0      | 0            | 0            | 1         | 0         |
| –         | Huấn luyện viên | Jürgen Klopp           | 1              | 0              | 0        | 0      | 0        | 0       | 1        | 0      | 0            | 0            | 2         | 0         |
| Tổng cộng | Tổng cộng       | Tổng cộng              | 17             | 0              | 1        | 0      | 2        | 0       | 11       | 0      | 1            | 0            | 32        | 0         |

1. ↑  Cầu thủ đã rời Liverpool dưới dạng cho mượn trong mùa giải

## Giải thưởng câu lạc bộ

### GiảiStandard Chartered Cầu thủ của thángLiverpool
Được trao thưởng hàng tháng cho cầu thủ được người hâm mộ bình chọn nhiều nhất trên Liverpoolfc.com
| Tháng    | Cầu thủ    | TK     |
| -------- | ---------- | ------ |
| Tháng 9  | Sadio Mané | [ 55 ] |
| Tháng 10 | Diogo Jota | [ 56 ] |
| Tháng 11 | Diogo Jota | [ 57 ] |